# WY Sagittae
WY Sagittae eller Nova Sagittae 1783, är en dubbelstjärna belägen i den mellersta delen av stjärnbilden Pilen. Den har en genomsnittlig skenbar magnitud av ca 5,4 och är svagt synlig för blotta ögat där ljusföroreningar ej förekommer. Baserat på rodnadsgrad och parallax på ca 1,12 mas, uppskattas den befinna sig på ett avstånd på ca 4 200 parsek från solen. Den rör sig bort från solen med en heliocentrisk radialhastighet på ca 28 km/s.

## Observation
WY Sagittae hade ett novautbrott synligt 1783. Den upptäcktes den 26 juli 1783 av den franske astronomen Joseph Lepaute D'Agelet. Det är vanligtvis svårt att exakt identifiera novor som upptäcktes för hundratals år sedan, eftersom positionerna ofta rapporterades vagt. Men D'Agelet observerade denna nova med en muralkvadrant, som producerade koordinater tillräckligt exakta för att tillåta moderna astronomer att identifiera stjärnan. D'Agelet rapporterade stjärnans skenbara magnitud som 6, men Benjamin Apthorp Gould, som analyserade D'Agelets uppgifter, fastställde att vad D'Agelet kallade magnitud 6 motsvarar magnituden 5,4 ± 0,4 på den moderna magnitudskalan.

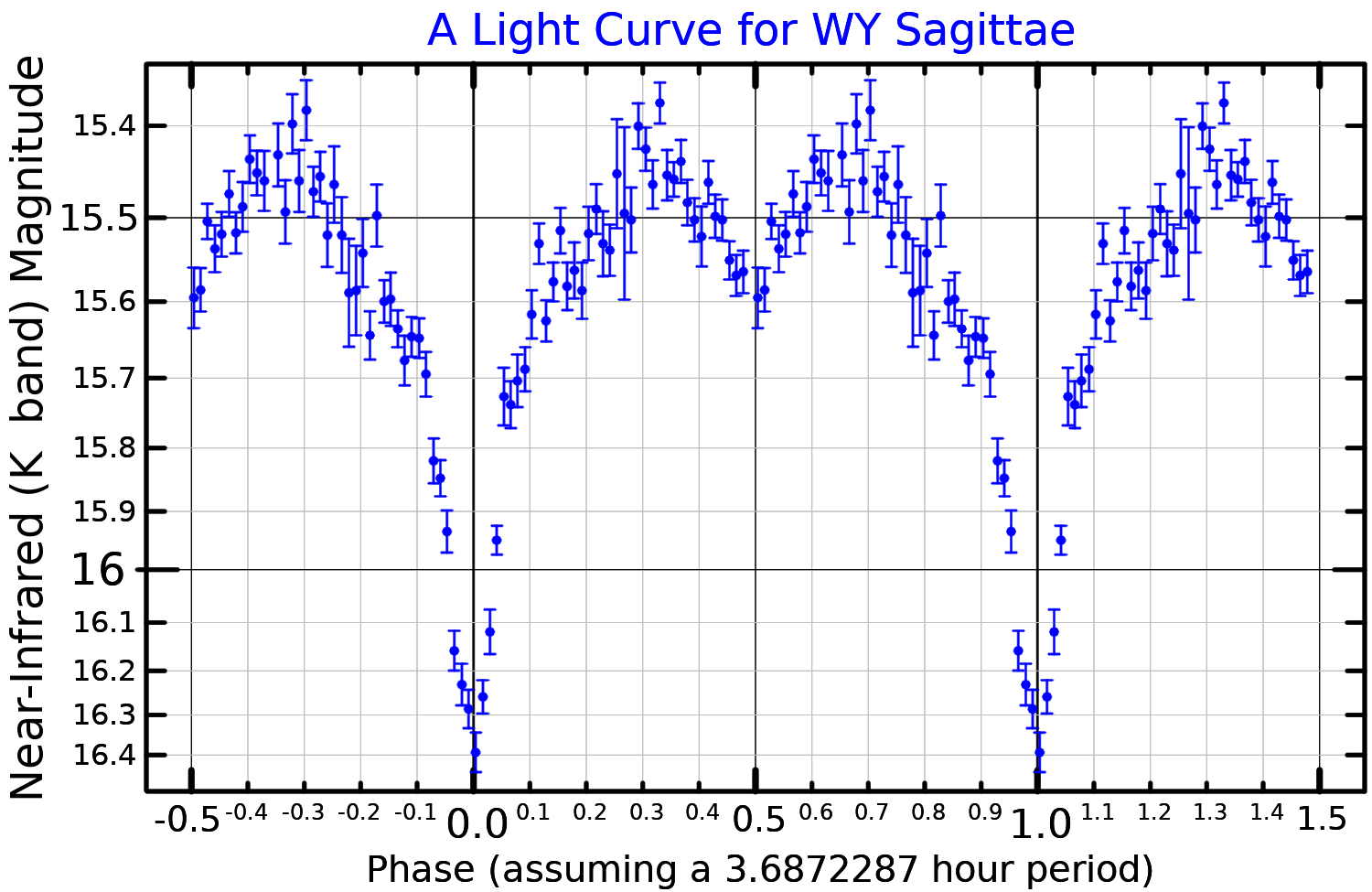
Ljuskurva av nära infraröd (K-bandet) för WY Sagittae anpassad från Somers et al.)

Mycket lite är känt om WY Sagittaes ljuskurva efter utbrottet. D'Agelet rapporterade stjärnans magnitud som 6,6 och 6,7 den 26, 27 och 29 juli 1783. År 1942 utfördes en fotografisk sökning efter novan med hjälp av 60-tums teleskopet på Mount Wilson, och 1950 identifierade Harold Weaver preliminärt en svag blå stjärna med en fotografisk magnitud på 18,9 som den vilande novan. Stjärnan var bara några bågsekunder bort från D'Agelets rapporterade position, och fluktuationer i dess ljusstyrka bidrog till antagandet att det verkligen var novan. År 1971 observerade Brian Warner Weavers kandidat för WY Sagittae med Otto Struve-teleskopet och såg snabba ljusstyrkevariationer som är vanligt närvarande i vilande novor, vilket bekräftade Weavers identifiering av D'Agelets nova.
WY Sagittae listas ibland som den näst äldsta "återvunna" novan (vilket betyder en historisk nova för vilken moderna observationer otvetydigt har identifierat post-novastjärnan), med endast CK Vulpeculae som är äldre. Men Naylor et al. hävdade att CK Vulpeculae inte är en nova, och WY Sagittae därför är den äldsta återvunna novan.

## Egenskaper
Alla novor är dubbelstjärnor, med en "donator"-stjärna som kretsar kring en vit dvärg. De två stjärnorna är så nära varandra att materia överförs från donatorstjärnan till den vita dvärgen. Eftersom avståndet mellan stjärnorna är jämförbart med givarstjärnans radie, är novor ofta förmörkande dubbelstjärnor, och WY Sagittae visar förmörkelser. Förmörkelserna, som är ganska djupa (två magnituder), visar att stjärnornas omloppsperiod är 3 timmar och 41 minuter. Christian Knigge klassificerade donatorstjärnans spektraltyp som M4±1. Somers et al. uppskattade donatorstjärnans spektraltyp till mellan M3.5 och M4.5 och massan av den vita dvärgen att ligga mellan 0,5 och 1,1 solmassa.